# Stewart & McDonald’s Warehouse

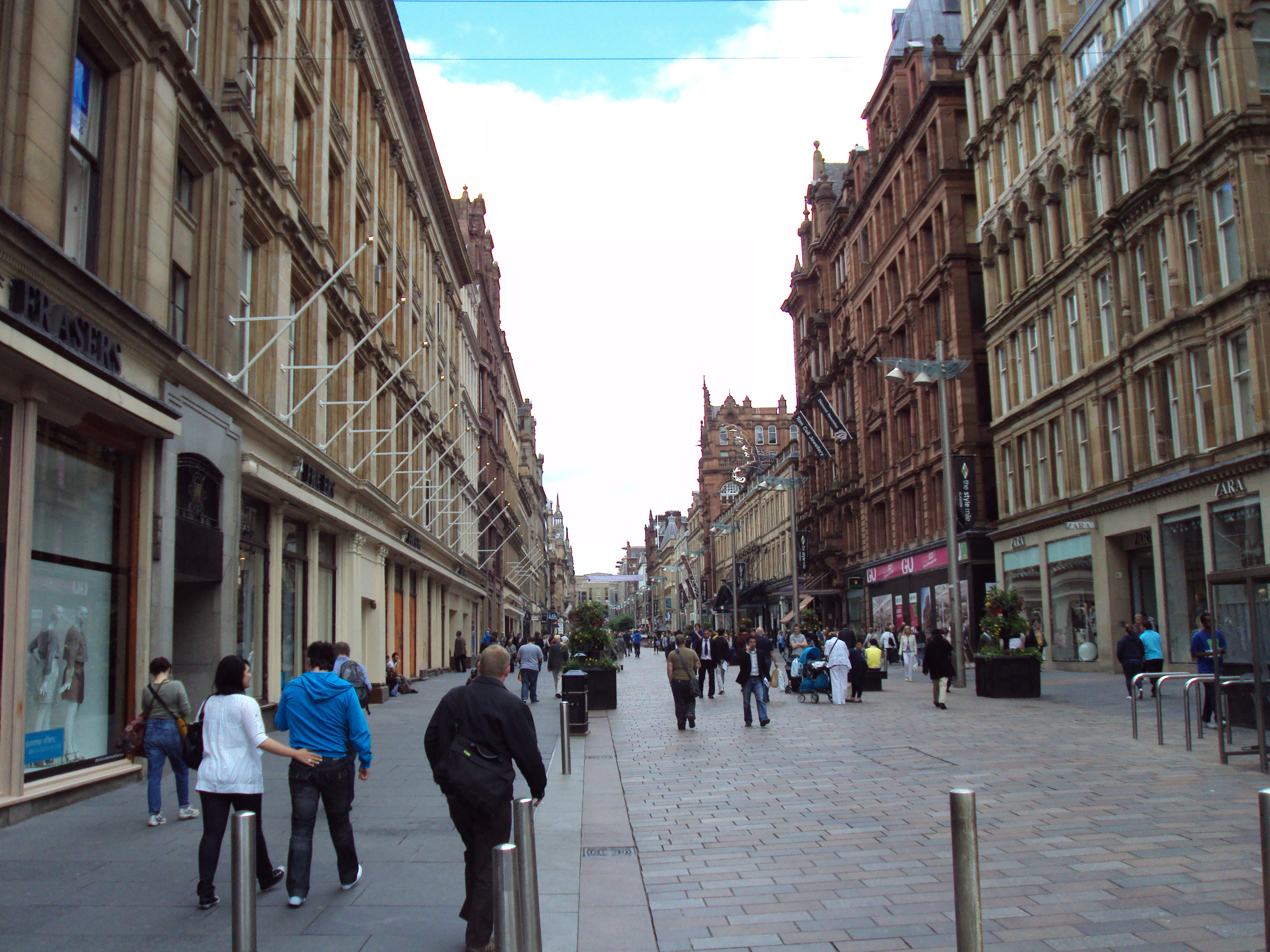
Das Stewart & McDonald’s Warehouse befindet sich links im Vordergrund

Das Stewart & McDonald’s Warehouse ist ein Geschäftsgebäude in der schottischen Stadt Glasgow. 1970 wurde das Bauwerk als Einzeldenkmal in die schottischen Denkmallisten zunächst in der Kategorie B aufgenommen. Die Hochstufung in die höchste Denkmalkategorie A erfolgte 1988.

## Geschichte
Das Gebäude wurde 1866 nach einem Entwurf des schottischen Architekten William Spence erbaut. Um 1879 wurde der Komplex signifikant erweitert und umfassend überarbeitet. Donald Bruce, der als Lehrling Spence’ möglicherweise bereits in die Planung des ursprünglichen Gebäudes involviert war, plante die Maßnahme. Heute gehört das Warenhaus zu der Kette House of Fraser.

## Beschreibung
Stewart & McDonald’s Warehouse steht nahe dem Südende der Buchanan Street, einer Einkaufsstraße im Zentrum Glasgows. Rückwärtig reicht es bis an die Mitchell Street. Rechts befindet sich das Warenhaus 45 Buchanan Street. Der vierstöckige Bau ist klassizistisch ausgestaltet. Die ostexponierte Frontfassade ist zehn Achsen weit. Die flächigen Schaufenster im Erdgeschoss sind neueren Datums. Gusseiserne, gepaarte korinthische Pilaster flankieren den Eingangsbereich, der mit einem skulpturierten Fries abschließt. Entlang der oberen beiden Stockwerke gliedern kolossale korinthische Pilaster die Fassade vertikal. Sie fußen auf einer Blendbalustrade, welche die Fenster des ersten Obergeschosses säumt. Ein skulpturiertes Zierband trennt das zweite und dritte Obergeschoss. Die Fassade schließt mit einer Balustrade, die auf dem Kranzgesimse aufsitzt. Im Innenraum finden sich korinthische Säulen.